# Ийде
И́йде (эст. Iide), ранее И́де — деревня в волости Сааремаа уезда Сааремаа, Эстония. 
До административной реформы местных самоуправлений Эстонии 2017 года входила в состав волости Торгу и была её административным центром.

## География и описание
Расположена на полуострове Сырве острова Сааремаа, у шоссе Ямая—Мяэбе, в 41 километре от волостного и уездного центра — города Курессааре. Высота над уровнем моря — 22 метра. На территории деревни расположена часть природного заповедника Сиплазе.
Климат умеренный. Официальный язык — эстонский. Почтовый индекс — 93101.

## Население
По данным переписи населения 2021 года, в Ийде насчитывался 41 житель, из них 38 (92,7 %) — эстонцы.
По данным переписи населения 2011 года, в деревне проживали 42 человека, из них 40 (95,2 %) — эстонцы.
По данным переписи населения 2000 года, число постоянных жителей Ийде составляло 62 человека, из них 32 мужчины и 30 женщин, 60 человек — эстонцы.
Численность населения деревни Ийде по данным переписей населения:
| Год  | 1959 | 1970  | 2000 | 2011 | 2021 |
| ---- | ---- | ----- | ---- | ---- | ---- |
| Чел. | 80   | ↗ 114 | ↘ 62 | ↘ 40 | ↗ 41 |

## История
Ийде изначально было природным названием, в частности, в 1791 году у мызы Торкенхоф (нем. Torkenhof, Торгу, эст. Torgu mõis, основана в XIV веке) на месте будущей деревни были поля Ийде (Ide Pellud). Деревня возникла во второй половине XIX века как бобыльская деревня. Западная часть деревни, где находится Торгуская православная церковь, называется Лийваотс (эст. Liivaots — ‘песчаный конец’).
В 1863 году в деревне была открыта православная церковно-приходская школа.
В 1977 году из деревни Ийде и части деревни Мыйзакюла (эст. Mõisaküla) была официально сформирована деревня Торгу, в 1997 году обе деревни были восстановлены.
До 2007 года в деревне работала основная школа (в 2002/2003 учебном году в ней был 61 ученик).  
В 1873 году была построена православная церковь апостола Иоанна. Приход действовал до 1944 года. Церковь в настоящее время стоит в руинах. 
В Ийде работает библиотека. 
На территории деревни находится кладбище Торгу, которое внесено в Государственный регистр памятников культуры Эстонии как .

### Советские военные памятники
- В 1947 году на деревенском кладбище Торгу, на братской могиле воинов Советской армии, павших во Второй мировой войне (исторический памятник с 1997 до 2023 года[14]) был установлен памятник, который в 1978 году заменили на новый (автор — эстонский скульптор Эрика Хагги (Erika Haggi)). Памятник представляет из себя два отдельно стоящих гранитных блока, к которым с помощью цемента прикреплены гранитные блоки меньшего размера. Высота левого блока 2,15 метра, правого — 3 метра. У подножия памятника даты «1941—1945»[15]. В 2022 году рабочая группа рабочей группы по советским памятникам при Госканцелярии Эстонии оценила этот памятник как нейтральный, т. е. не подлежащий демонтажу[16].
- В 1948 году на братской могиле павших во Второй мировой войне советских воинов (исторический памятник с 1997 до 2023 года) был установлен обелиск из красного гранита (высота без основания 1,17 метра) с надписью  «Вечная память героям-морякам торпедных катеров, погибшим в боях с немецкими захватчиками за свободу и независимость нашей Родины». В нижней части обелиска бронзовый барельеф, изображающий торпедный катер в волнах. На постаменте текст: «Лейтенант Броншпиц / главный старшина Карельский / старшина 1 статьи Клюкин / старшина 2 статьи Яшин / матрос Демидов»; ниже дата «1948». В 1965 году останки погибших моряков были перезахоронены перед бывшим домом Торгуской волостной управы (т. н. «Домом Булла»). В 2017 году памятник был перенесён в порт деревни Мынту, где также были перезахоронены останки погибших[17]. В протоколе от 30 ноября 2022 года рабочей группы по советским памятникам при Госканцелярии Эстонии данный памятник не упоминается[16].
- В 1950 году местные жители установили памятник на братской могиле воинов Советской армии, павших во Второй мировой войне (исторический памятник с 1997 до 2023 года), находившейся у шоссе Ямая—Ийде. На памятнике была надпись «Вечная слава павшим героям 1941—1945», на обратной стороне плиты перечислены 17 имён[18]. В протоколе рабочей группы по советским памятникам он был признан «красным монументом», который был ликвидирован. Останки советских воинов были эксгумированы 16 мая 2023 года. Найденные останки 113 красноармейцев перезахоронены 12 июля на кладбище Сайкла-Нымме под плитой с надписью «Жертвы Второй мировой войны»[16] (см. Список советских военных памятников Эстонии).

## Галерея

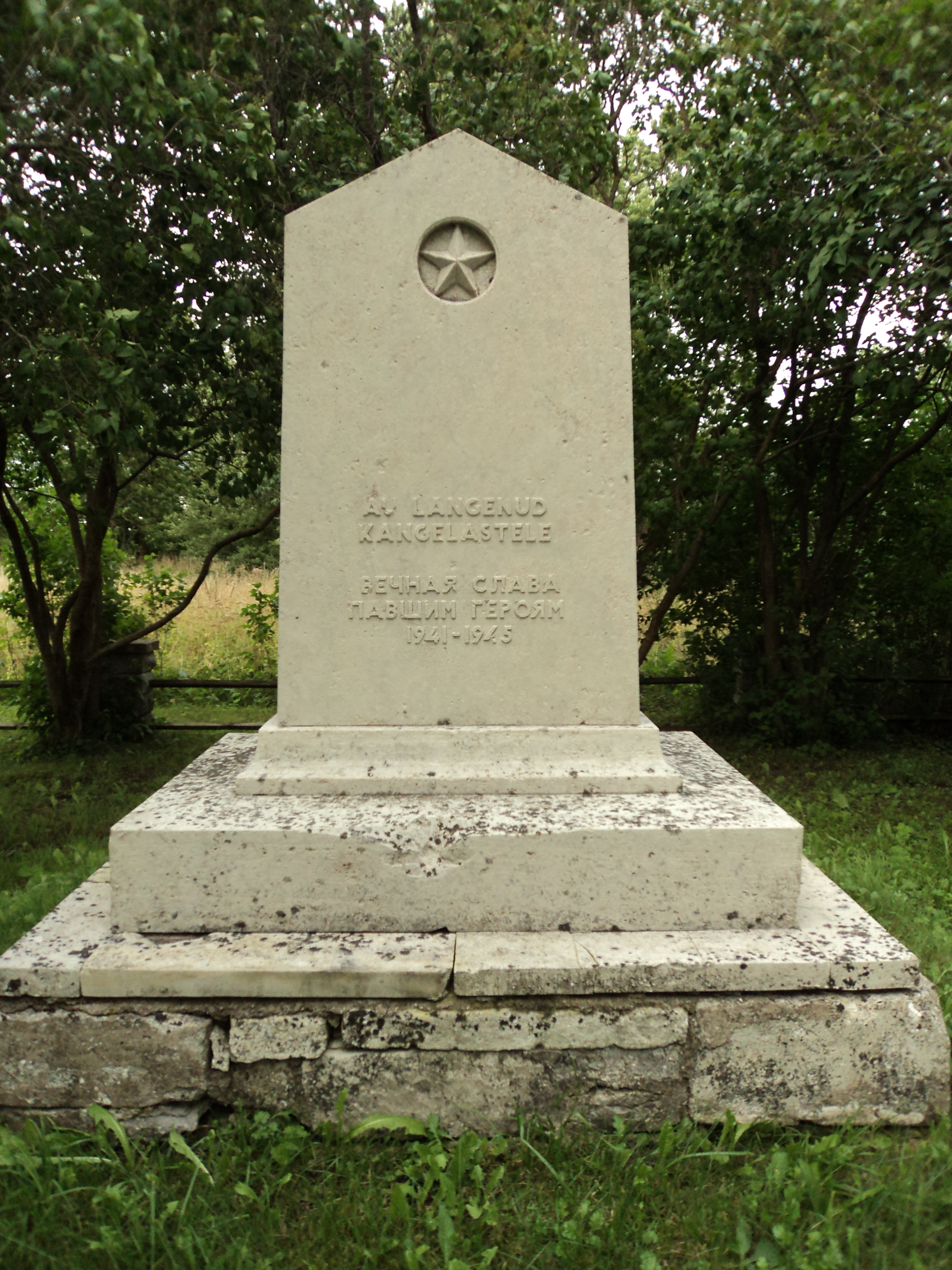
Советский памятник на братской могиле павших во Второй мировой войне на кладбище Торгу в Ийде, 2012 год. Демонтирован в 2023 году
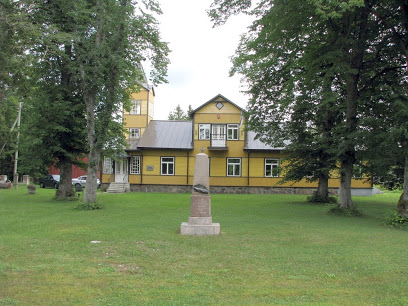
Советский памятник перед Домом Булла на братской могиле погибших моряков торпедных катеров, 2016 год. Демонтирован в 2023 году
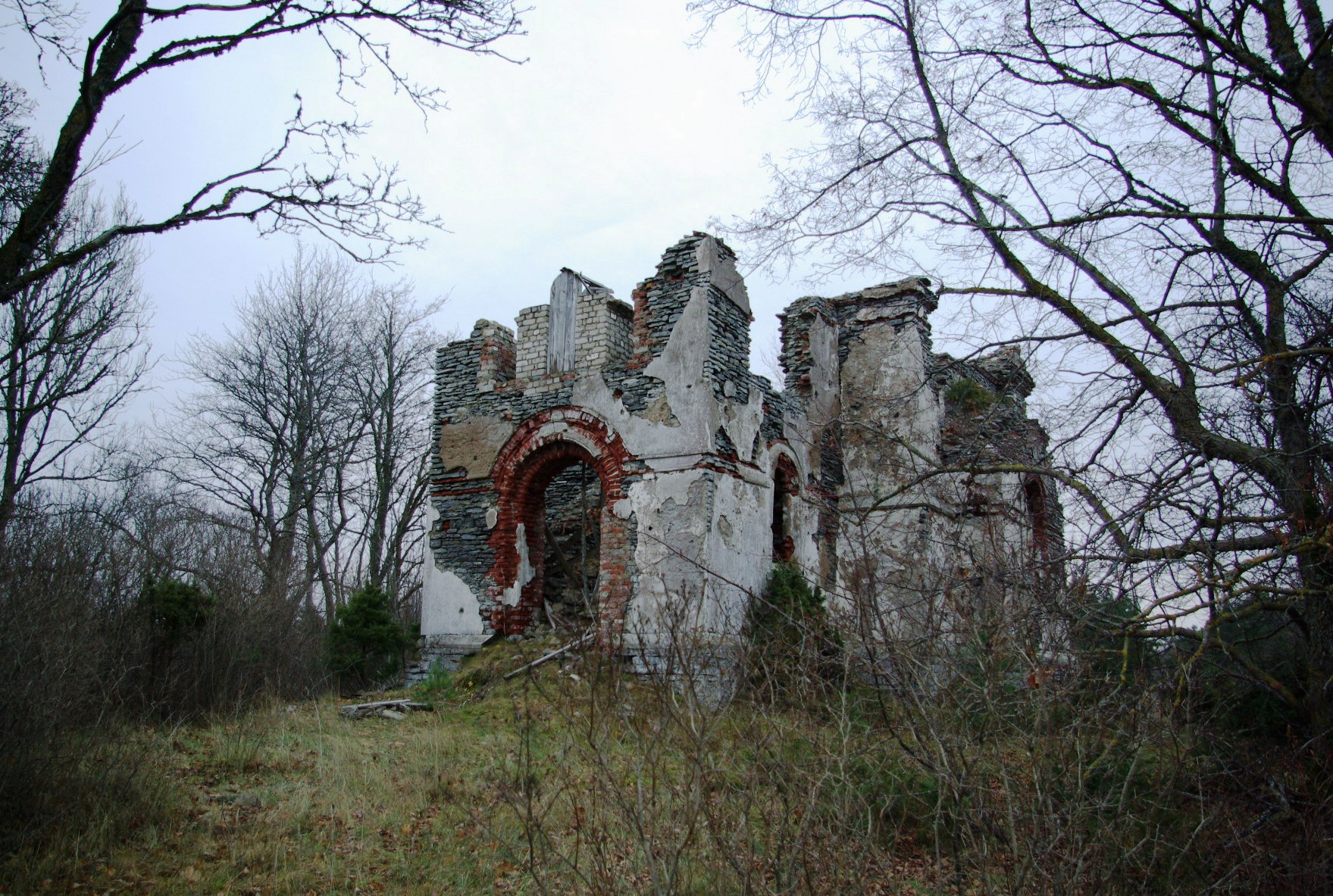
Руины Торгуской церкви апостола Иоанна в деревне Ийде